# Polonia Nysa
Polonia Nysa – polski klub piłkarski z siedzibą w Nysie, powstały w 1946 roku. W sezonie 2025/2026 występuje w rozgrywkach III ligi polskiej. Dawne nazwy klubu: Grom Nysa, Ogniwo Nysa i Sparta Nysa.

## Historia
Klub pierwotnie nosił nazwę Grom Nysa. Powstał w 1946 roku z inicjatywy Zakładu Wykonawstwa Sieci Energetycznych w Nysie. Dołączył do rozgrywek Podokręgu Związku Piłki Nożnej w Prudniku. Pierwszy mecz rozegrał w sierpniu 1946. W dniu 18 listopada 1946 r. ówczesny Grom Nysa rozegrał pierwsze spotkanie w Polsce przy sztucznym oświetleniu. Gospodarze pokonali wówczas drużynę Pogoni Prudnik 3:2. Dwa lata później Grom połączył się z Sudetami Nysa, tworząc KS Ogniwo Nysa. W 1954 jego nazwa została zmieniona na Sparta Nysa, a w 1956 na Polonia Nysa.
Polonia posiadała sekcję piłki nożnej, szermierki, lekkoatletyki i siatkówki kobiet. Nyscy szermierze odnosili sukcesy w grupach młodzieżowych. W 1970 Jerzy Wojtczak został indywidualnym mistrzem Polski juniorów w szpadzie.

## Sukcesy
- baraże o II ligę – 1959
- Runda II Pucharu Polski – 1954/1955 (8:0 z Włocławianką II Włocławek w I rundzie, 1:3 z Ruchem Radzionków w II rundzie)[5]
- Runda I Pucharu Polski – 2020/2021 (1:3 z Górnikiem Łęczna w I rundzie)[6]

## Piłkarze
Stan na sezon 2020/2021
| Nr | Poz. | Piłkarz            |
| -- | ---- | ------------------ |
| 2  | OB   | Michał Markiewicz  |
| 3  | OB   | Kacper Fedorowicz  |
| 4  | OB   | Tomasz Kowalczyk   |
| 5  | OB   | Kacper Izydorczyk  |
| 5  | PO   | Tomasz Mamis       |
| 6  | PO   | Patryk Ostrowski   |
| 7  | NA   | Adam Setla         |
| 8  | NA   | Kacper Duda        |
| 9  | PO   | Maciej Pisula      |
| 10 | PO   | Ble Dro Narcisse   |
| 11 | PO   | Mateusz Pałach     |
| 12 | BR   | Ignacy Marciniak   |
| 14 | OB   | Luka Redek         |
| 15 | OB   | Michał Czabanowski |
| 16 | PO   | Rafał Bobiński     |
| 18 | PO   | Mateusz Nazar      |
| 19 | PO   | Patryk Perkowski   |
| 20 | PO   | Łukasz Chodyga     |
| 21 | PO   | Daniel Golus       |
| 23 | PO   | Alan Majerski      |
| 25 | BR   | Piotr Kowalczyk    |
| 26 | PO   | Natanael Wnuk      |
| 27 | NA   | Mateusz Danieluk   |
| 28 | NA   | Dominik Sikora     |
| 41 | BR   | Przemysław Charęza |

## Stadion
Polonia domowe mecze rozgrywa na Stadionie Polonii Nysa przy ul. Sudeckiej 28. Dane techniczne obiektu:
- pojemność: 2000 miejsc (1222 siedzących)
- oświetlenie: brak
- wymiary boiska: 104 × 68 m[1]